# 慶天海孔晴
慶天海 孔晴（けいてんかい こうせい、1990年3月10日 - ）は、鹿児島県大島郡瀬戸内町出身で阿武松部屋に所属した元大相撲力士。本名は慶 孔晴（けい こうせい）。身長175.0cm、体重115.8kg。得意技は左四つ・寄り・下手投げ。最高位は東十両11枚目（2012年9月場所）。

## 来歴
地元の奄美大島は「男子に生まれたらだれもが廻しを締める」ほど相撲が盛んな地域であり、慶は3歳の頃から相撲を始めていた。幼少期より小柄であった慶は地元の古仁屋相撲クラブで「廻しを取ったらとにかく動きまくれ」という指導を受け、瀬戸内町立古仁屋中学校卒業まで日曜を除いて夕方5時から8時まで相撲クラブでの稽古に打ち込んでいた。相撲の名門校の埼玉栄高校に相撲留学するがこの時から右肩の脱臼癖に悩まされる。それでもレギュラー入りのチャンスがやってきた2年生の頃には「稽古を休むといつ降ろされるか分からないので、痛いのは黙っていた」と苦しみながら稽古に励み、その年度の全国高等学校相撲選手権大会直前に5番手としてレギュラー入りを果たした。その大会の団体戦では先鋒を任されたが決勝トーナメント1回戦で今まで故障した経験の無かった左肩が外れてしまった。しかし当時の監督である山田道紀は「お前以外に誰がいるんだ」と励まし、決勝トーナメントではすべて大将戦で勝利を決める際どい戦いを見せて全国制覇を掴み取った。高校卒業後に監督の薦めで阿武松部屋に入門し2008年（平成20年）1月場所で初土俵を踏む。名前が番付に載った同年3月場所では近畿大学出身の誉富士を下すなど好調なスタートを切り同年7月場所では三段目まで番付を上げたが、右肩の怪我の手術に踏み切り7月場所と9月場所を全休する。序二段に下がった同年11月場所では序二段優勝を飾ったがその場所の決定戦で透川と取った際に左膝靱帯断裂の大怪我を負ったことで翌年の1月場所は全休。しかし、同年3月場所から復帰してからは順調に番付を上げ、2010年（平成22年）7月場所では幕下に昇進。左膝靱帯を損傷してから1年は本人曰く「まともな稽古ができず片足だけで取っていた」ような状態であったものの徐々に最高位を上げ、体重が120kg程度まで増えたことで成績が一気に向上していった。2012年（平成24年）3月場所で幕下上位の東幕下7枚目まで番付を上げ、この場所は大阪入り直前にオーバーワークを原因とする右太もも肉離れを起こすアクシデントに見舞われた中で5勝2敗で勝ち越し。同年5月場所も関取との対戦もあったが4勝3敗と勝ち越し、翌7月場所も西幕下筆頭の地位で5勝2敗と勝ち越し、関取昇進を決める。新十両昇進と同時に、それまで本名のままであった四股名を「慶天海」と改めた。四股名「慶天海」は高校時代の相撲部監督が死去する前に遺言にしたものであり、慶はそれに従いこの四股名を名乗ることとした。本名の「慶」と奄美大島の空と海をイメージして「天」と「海」を合わせたものである。同部屋の兄弟子である丹蔵も自身と共に新十両に昇進しており、同部屋から同時に新十両への昇進を果たすのは2010年3月場所での同じ阿武松部屋（大道と益荒海）以来のこととなった。
新十両であった2012年9月場所は、初日に黒海を破ったものの、2日目に德真鵬に敗れた際に膝を負傷し、3日目から途中休場。右膝前十字靱帯断裂（当初は靱帯損傷）と診断され同年10月に手術し、復帰には1年を要すると発表された。その後は5場所連続全休し、序ノ口まで降下した2013年9月場所で6場所ぶりに土俵に復帰して復活の全勝優勝を果たした。直後の11月場所でも序二段で全勝優勝を果たした。2014年1月場所は4番相撲で敗れたことで復帰以来続いていた連勝が17で打ち止めとなったものの6番相撲で勝ち越しを確定させて5勝2敗で場所を終えた。翌3月場所で幕下に復帰して以降も勝ち越し続けると、2015年1月場所で関取復帰目前の東幕下2枚目まで番付を戻したが、十両復帰をかけた千秋楽の希善龍戦に敗れ、3勝4敗と復帰後初めての負け越しに終わる。その後も負け越しを続けて幕下下位に落ちた9月場所では5場所ぶりに勝ち越した。その後は幕下上位をうかがいつつも中位の番付に定着していたが、2016年9月場所は古傷のある右膝のクリーニング手術を受けて全休となった。
2018年1月場所は、奄美大島出身で同郷の力士である勝誠と取り直し2回の熱戦を繰り広げ、3回目の取組で勝利。これで勢いに乗ったのか、この場所は幕下では2014年5月場所以来の好成績となる6勝1敗。同年9月場所では3年半ぶりに幕下の一桁台まで番付を戻したが、この場所は2勝5敗と負け越した。
2022年1月場所は、2016年11月場所以来30場所ぶりに三段目に陥落。同年7月場所で幕下に復帰したが、翌9月場所で再び三段目に陥落して以降、幕下に復帰することはできなかった。2024年1月場所限りで現役を引退し、同年3月6日に日本相撲協会から正式に発表された。
6月23日に東武ホテルレバント東京で断髪式が行われた。元十両・益荒海、元幕下・蘇などの奄美大島の先輩・後輩が駆け付け、司会は元幕下・若山が務めた。母校の埼玉栄高からの13人の関取衆を始め、角界内外から多数のOBが出席。120人が鋏を入れ、止め鋏は引退時の師匠である元大道の阿武松が入れた。断髪後の余興では中学時代の同級生だったという城南海が登場し、デビュー曲「アイツムギ」を熱唱した。引退後は、既に5月から葬儀関係の仕事に就いているという。

## 取り口など
小柄な体格を生かしたスピードや切れのある相撲を得意とする。ベースには奄美大島の"島相撲"があり、「相手の懐に潜って食いつく」と評されている。本人もこの取り口について「自分も気づいていたらあのような相撲を取っていた。指導者も皆、同じ相撲だから」と語っている。因みに奄美市出身の里山も同様の取り口である。反面、無理な態勢からの投げや足技などがあり、大怪我も何度か引き起こしている。高校時代に左肩を負傷した影響で差し手を返す威力に欠け、相撲が長くなりがちである。

## 主な成績

### 通算成績
- 336勝252敗78休（95場所）

### 各段優勝
- 序二段優勝2回（2008年11月場所、2013年11月場所）
- 序ノ口優勝1回（2013年9月場所）

### 場所別成績
| | 一月場所 初場所（東京）   | 三月場所 春場所（大阪）   | 五月場所 夏場所（東京）   | 七月場所 名古屋場所（愛知） | 九月場所 秋場所（東京）   | 十一月場所 九州場所（福岡） |
| --- | ------------------------- | ------------------------- | ------------------------- | --------------------------- | ------------------------- | --------------------------- |
| 2008年 （平成20年） | （前相撲）                | 西序ノ口27枚目 6–1        | 西序二段60枚目 6–1        | 東三段目92枚目 休場 0–0–7   | 西序二段52枚目 休場 0–0–7 | 西序二段122枚目 優勝 7–0    |
| 2009年 （平成21年） | 東三段目98枚目 休場 0–0–7 | 西序二段52枚目 6–1        | 東三段目90枚目 5–2        | 西三段目59枚目 4–3          | 西三段目43枚目 4–3        | 東三段目27枚目 5–2          |
| 2010年 （平成22年） | 西三段目16枚目 3–4        | 東三段目30枚目 3–4        | 東三段目46枚目 6–1        | 東幕下58枚目 3–4            | 東三段目5枚目 5–2         | 東幕下44枚目 5–2            |
| 2011年 （平成23年） | 西幕下30枚目 3–4          | 八百長問題 により中止     | 西幕下37枚目 5–2          | 東幕下16枚目 2–5            | 東幕下28枚目 4–3          | 西幕下22枚目 5–2            |
| 2012年 （平成24年） | 東幕下13枚目 4–3          | 東幕下7枚目 5–2           | 西幕下3枚目 4–3           | 西幕下筆頭 5–2              | 東十両11枚目 1–2–12       | 東幕下9枚目 休場 0–0–7      |
| 2013年 （平成25年） | 東幕下50枚目 休場 0–0–7   | 西三段目30枚目 休場 0–0–7 | 西三段目90枚目 休場 0–0–7 | 西序二段50枚目 休場 0–0–7   | 西序ノ口14枚目 優勝 7–0   | 西序二段13枚目 優勝 7–0     |
| 2014年 （平成26年） | 西三段目19枚目 5–2        | 西幕下57枚目 6–1          | 東幕下29枚目 6–1          | 東幕下13枚目 4–3            | 西幕下10枚目 5–2          | 東幕下6枚目 4–3             |
| 2015年 （平成27年） | 東幕下2枚目 3–4           | 東幕下6枚目 3–4           | 西幕下11枚目 2–5          | 西幕下28枚目 2–5            | 西幕下44枚目 5–2          | 西幕下24枚目 5–2            |
| 2016年 （平成28年） | 東幕下15枚目 4–3          | 西幕下10枚目 3–4          | 東幕下17枚目 2–5          | 西幕下36枚目 4–3            | 東幕下29枚目 休場 0–0–7   | 西三段目9枚目 5–2           |
| 2017年 （平成29年） | 東幕下46枚目 5–2          | 東幕下33枚目 5–2          | 西幕下21枚目 4–3          | 西幕下16枚目 3–4            | 西幕下23枚目 3–4          | 西幕下31枚目 3–4            |
| 2018年 （平成30年） | 東幕下44枚目 6–1          | 西幕下18枚目 3–4          | 西幕下28枚目 5–2          | 東幕下18枚目 5–2            | 西幕下9枚目 2–5           | 東幕下24枚目 3–4            |
| 2019年 （平成31年 /令和元年） | 東幕下34枚目 3–4          | 東幕下40枚目 3–4          | 西幕下46枚目 3–4          | 東幕下57枚目 5–2            | 東幕下43枚目 5–2          | 東幕下27枚目 4–3            |
| 2020年 （令和2年） | 東幕下22枚目 2–5          | 西幕下39枚目 3–1–3        | 感染症拡大 により中止     | 西幕下48枚目 4–3            | 西幕下37枚目 3–4          | 西幕下45枚目 4–3            |
| 2021年 （令和3年） | 西幕下35枚目 3–4          | 東幕下42枚目 5–2          | 西幕下25枚目 3–4          | 東幕下33枚目 3–4            | 西幕下40枚目 2–5          | 東幕下60枚目 3–4            |
| 2022年 （令和4年） | 西三段目15枚目 3–4        | 東三段目35枚目 4–3        | 西三段目28枚目 5–2        | 東幕下56枚目 1–6            | 東三段目28枚目 4–3        | 東三段目14枚目 3–4          |
| 2023年 （令和5年） | 東三段目29枚目 4–3        | 東三段目13枚目 4–3        | 東三段目2枚目 3–4         | 西三段目20枚目 3–4          | 東三段目37枚目 3–4        | 西三段目48枚目 4–3          |
| 2024年 （令和6年） | 西三段目31枚目 3–4        | 西三段目43枚目 引退 –     | x                         | x                           | x                         | x                           |
| 各欄の数字は、「勝ち-負け-休場」を示す。 優勝 引退 休場 十両 幕下 三賞：敢=敢闘賞、殊=殊勲賞、技=技能賞 その他：★=金星 番付階級：幕内 - 十両 - 幕下 - 三段目 - 序二段 - 序ノ口 幕内序列：横綱 - 大関 - 関脇 - 小結 - 前頭（「#数字」は各位内の序列） |                           |                           |                           |                             |                           |                             |

## 改名歴
- 慶 孔晴（けい こうせい） 2008年1月場所 - 2012年7月場所
- 慶天海 孔晴（けいてんかい - ） 2012年9月場所 - 2024年3月場所